# Cúp bóng đá Burundi
Cúp bóng đá Burundi là giải đấu loại trực tiếp hàng đầu của bóng đá Burundi.

## Đội vô địch
- 1982: Vital'O FC
- 1983: Inter FC
- 1984: Inter FC
- 1985: Vital'O FC
- 1986: Vital'O FC
- 1987: Muzinga FC
- 1988: Vital'O FC
- 1989: Vital'O FC
- 1990: AS Inter Star hoặc Inter FC
- 1991: Vital'O FC
- 1992: Prince Louis FC
- 1993: Vital'O FC
- 1994: Vital'O FC
- 1995: Vital'O FC
- 1996: Vital'O FC
- 1997: Vital'O FC
- 1998: Elite FC
- 1999: Vital'O FC
- 2000: Athlético Olympic FC
- 2001: không rõ
- 2002: không rõ
- 2003: không rõ
- 2004: không rõ
- 2005: không rõ
- 2006: không rõ
- 2007: không rõ
- 2008: không rõ
- 2009: không rõ
- 2010: không rõ

Coupe du Président de la République
- 2011: LLB Académic 0-0 (6-5 luân lưu) Athlético Olympic FC
- 2012: LLB Académic 1-0 Vital'O FC

Coupe de la Confédération
- 2013: Académie Tchité FC 0-0 (thắng trong loạt sút luân lưu) LLB Académic

Coupe du Président de la République
- 2014: LLB Académic 1-1 (4-3 luân lưu) Le Messager Ngozi
- 2015: Vital'O FC 2-2 (4-3 luân lưu) Athlético Olympic FC